# Trinity Bay (Texas)
Die Trinity Bay ist eine Bucht im Bundesstaat Texas in den Vereinigten Staaten. Sie liegt an der Nordostseite der Galveston Bay im Großraum von Houston im Chambers und Harris County. Die Bucht ist etwa 20 Meilen (32 km) lang und bildet die Mündung des Trinity River. An der Küste liegen die Orte Anahuac, Beach City und Baytown.
Am 23. Februar 2019 stürzte der Atlas-Air-Flug 3591 in die Bucht ab.